# Plocamopherus indicus
Plocamopherus indicus is een slakkensoort uit de familie van de Polyceridae. De wetenschappelijke naam van de soort is voor het eerst geldig gepubliceerd in 1890 door Bergh.